# اریکا هنینگسن
اریکا لی هنینگسن (به انگلیسی: Erika Leigh Henningsen؛ زادهٔ ۱۳ اوت ۱۹۹۲) بازیگر و خوانندهٔ آمریکایی می‌باشد. وی بیشتر به‌خاطر بازی کردن در نمایش‌های برادوی و همچنین نقش کیدی هرون در نمایش موزیکال دختران بدجنس شناخته می‌شود؛ این موزیکال در سال ۲۰۱۸ نامزد جایزه تونی شد و هنینگسن نیز برای بازی در آن نامزد دریافت جایزه‌ انجمن منتقدان بیرونی شد. صداپیشگی چارلی مورنینگ‌استار از انیمیشن سریالی بزرگسالان هزبین هتل از سال ۲۰۲۴ برعهدهٔ ایشان می‌باشد.

## اوایل زندگی و تحصیلات
هنینگسن در موراگا، کالیفرنیا چشم بر جهان گشود و بزرگ شد. وی کوچک‌ترین فرزند از بین سه دختر فیل و مریبث هنینگسن است.